# Campylopus crispifolius
Campylopus crispifolius är en bladmossart som beskrevs av Edwin Bunting Bartram 1965. Campylopus crispifolius ingår i släktet nervmossor, och familjen Dicranaceae. Inga underarter finns listade i Catalogue of Life.